# Liljeholmshamnen

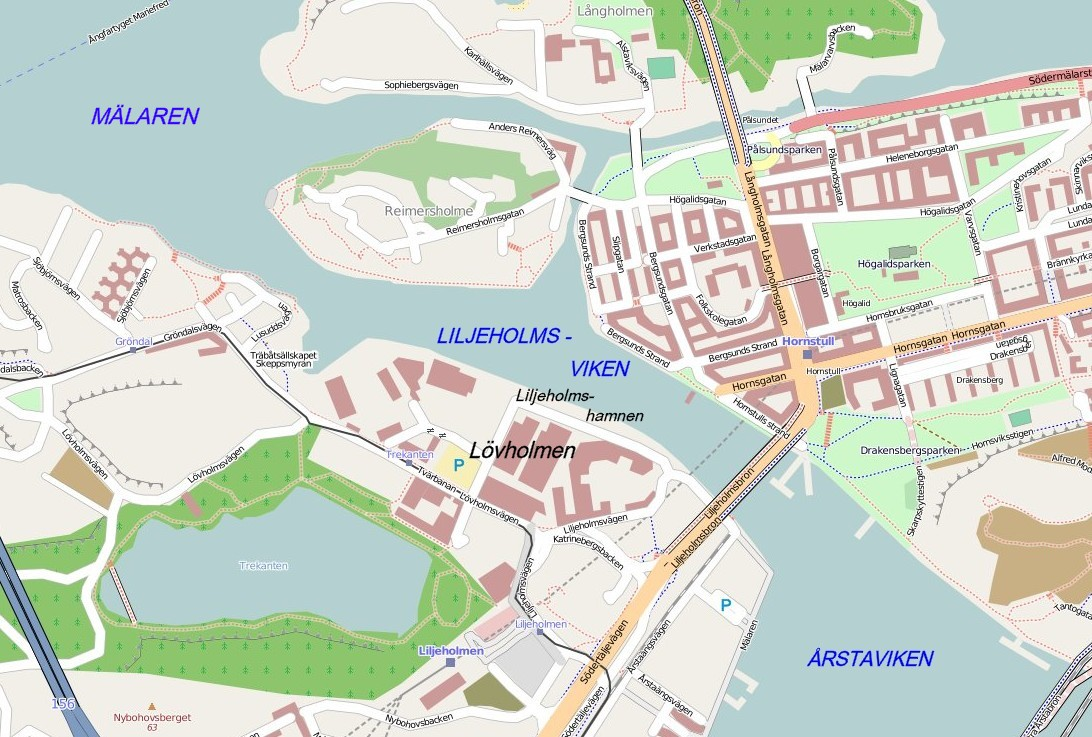
Liljeholmshamnen och Liljeholmsviken år 2009.

Liljeholmshamnen är ett hamnområde på Liljeholmen i Stockholm, området gränsar i norr till Liljeholmsviken. Idag (2009) är Liljeholmshamnen en av få kvarvarande hamnanläggningar i centrala Stockholm.

## Historia

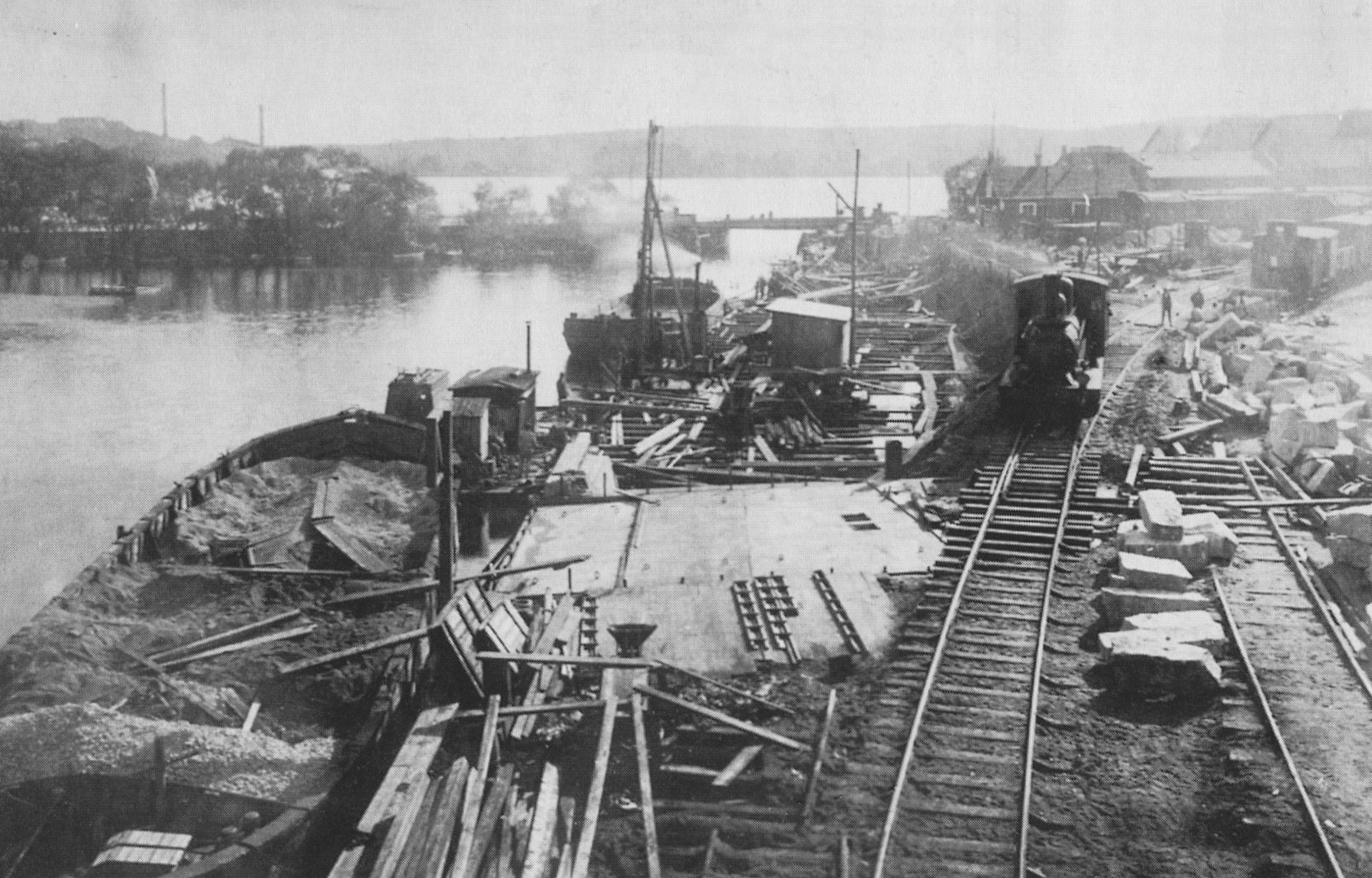
Liljeholmshamnens kaj 1919.

Efter att järnvägen drogs förbi Liljeholmen 1860 etablerade sig många industrier längs Liljholmsvikens södra sida. Läget var gynnsamt med tillgång till en hamn mot Mälaren och järnvägsspår med direktkontakt till västra stambanan. Under 1900-talets början fanns en mängd industrier förutom färgtillverkaren AB Wilh. Becker och De Förenade Kolsyrefabrikernas AB bland annat Liljeholmens stubinfabrik (från 1914 Liljeholmens Kabelfabrik), A.W. Friestedts fabriksaktiebolag, en bilfabrik, en telefonfabrik, verkstäder, färgeriet och väverier. Strandlinjen mot Mälaren gick ursprungligen längre söderut och fick sin nuvarande sträckning genom omfattande utfyllnader som utfördes under 1930-talet. På den nyvunna marken etablerade bland annat Strängbetong 1942 sin första fabrik för prefabricerade betongelement (se kvarteret Tryckeriet). 
I dag domineras bebyggelsen av bland annat Cementas cementdepå och Palmcrantzska fabriken (f.d. Beckers färgfabrik, numera konsthallen Färgfabriken) samt den numera nedlagda kolsyrefabrikens förfallna byggnader och rostiga torn. Cementa nyttjar hamnen dit specialbyggda fartyg fraktar cement från Slite och Degerhamn.
Liljeholmshamnen kom senare under 1900-talet att främst i den östra delen gradvis avvecklas som industriområde och ersättas av kontor och bostäder.

## Framtidsplaner
Inom ett program för stadsutveckling från juni 2008 planeras nya bostäder på Lövholmen vid Liljeholmshamnen. Nitrolackfabriken och den forna kolsyrafabriken kommer att rivas, medan Alcro Beckers kontor, Färgfabriken och Förbandsfabriken kommer att bevaras. Cementas anläggning i kvarteret Lövholmen 15 kommer förmodligen att finnas kvar, men för närvarande (2008) undersöks möjligheterna att flytta verksamheten till Värtan.

## Bilder

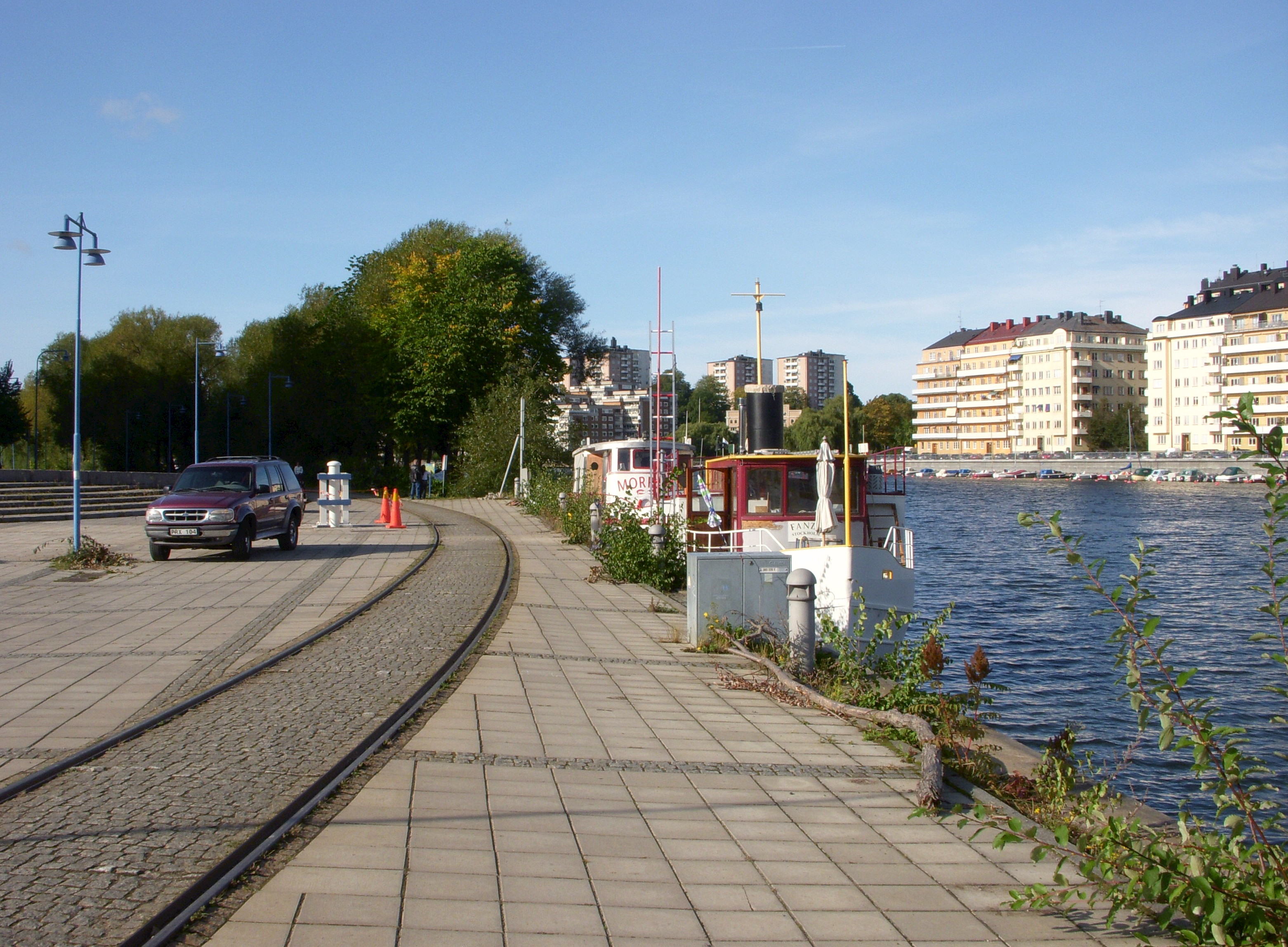
Industrispåret vid hamnen.
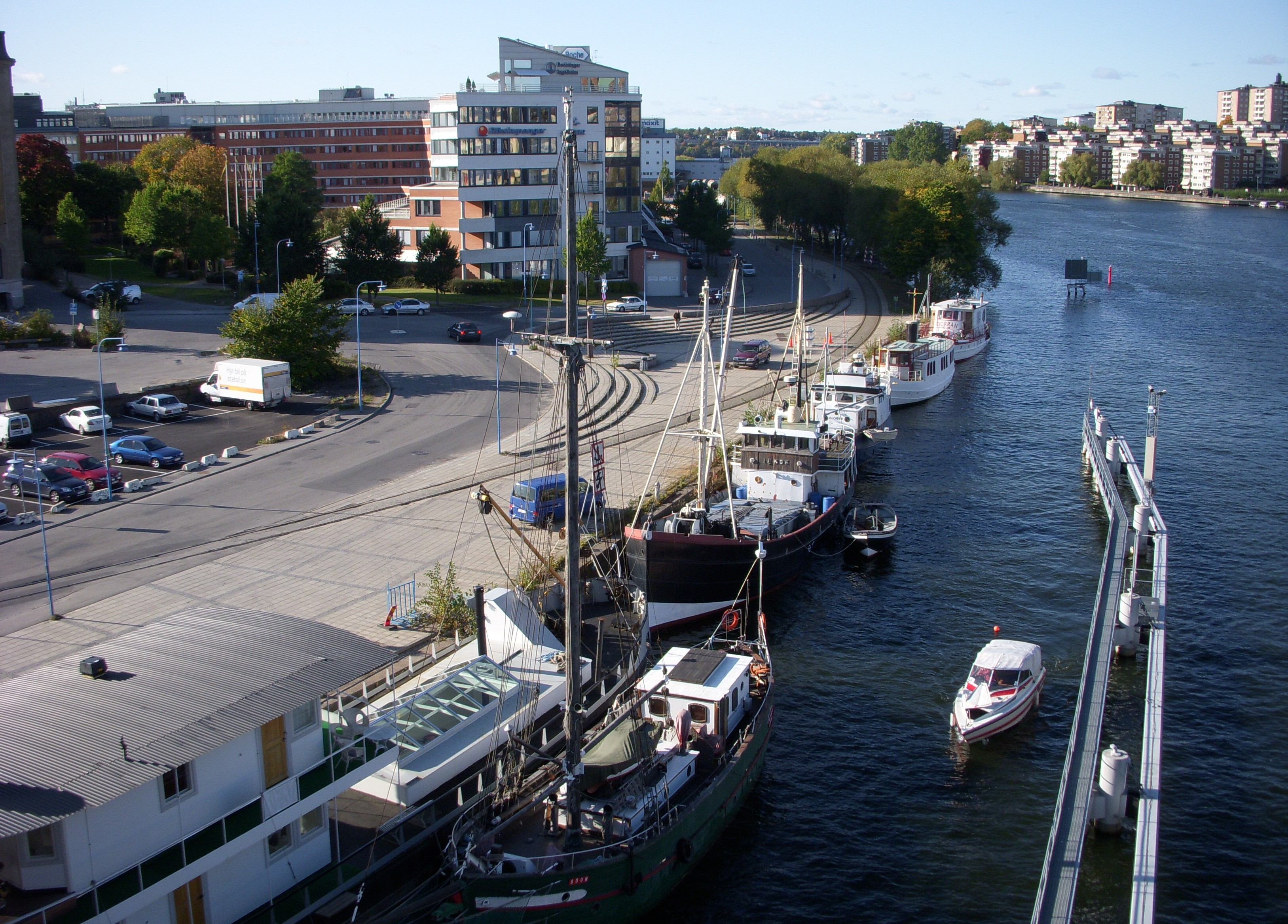
Liljeholmshamen, vy från ost.
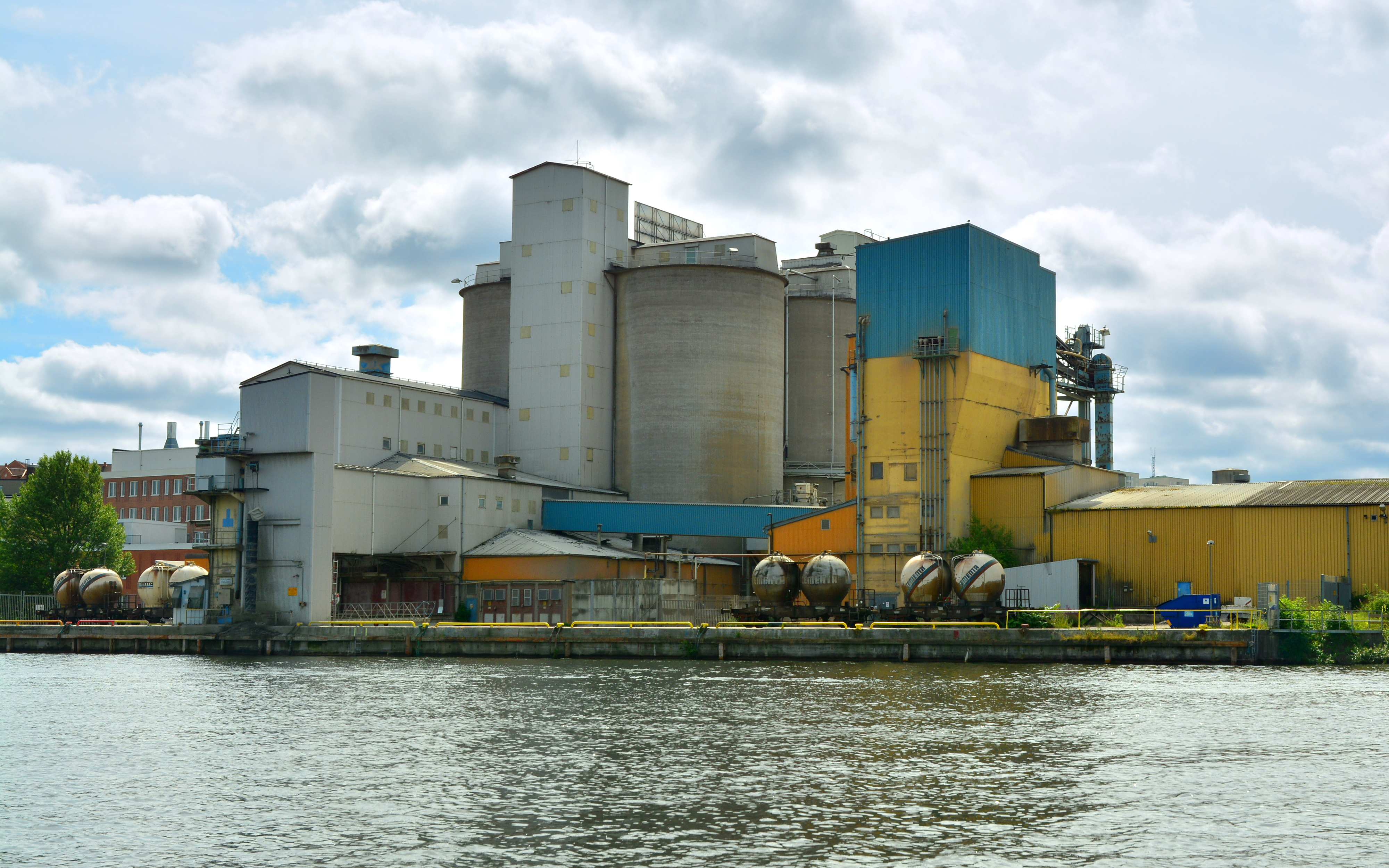
Industrier längs hamnen, juli 2015. Här Cementa, Liljeholmen.
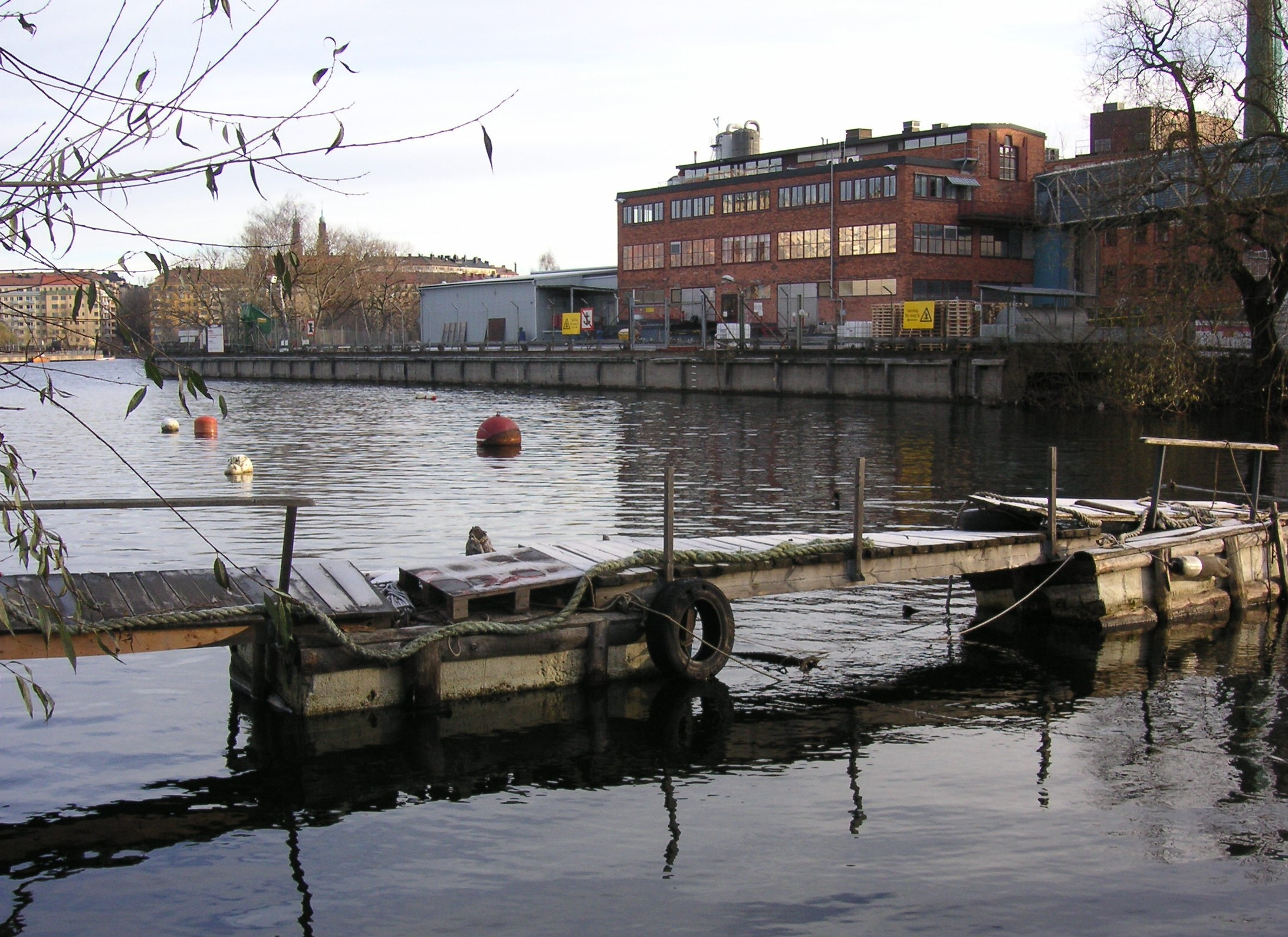
Liljeholmshamen, vy från väst med Nitrolackfabriken i bakgrunden.